# Koshkzar
Koshkzar (persiska: کشک زر, Ādīāmān) är en ort i Iran.   Den ligger i provinsen Västazarbaijan, i den nordvästra delen av landet, 600 km nordväst om huvudstaden Teheran. Koshkzar ligger 1 109 meter över havet och antalet invånare är 154.
Terrängen runt Koshkzar är platt åt sydost, men åt nordväst är den kuperad. Terrängen runt Koshkzar sluttar österut.Runt Koshkzar är det ganska tätbefolkat, med 75 invånare per kvadratkilometer. Närmaste större samhälle är Khvoy, 4,8 km söder om Koshkzar. Trakten runt Koshkzar består till största delen av jordbruksmark.